# Кетрін Азаро
Кетрін Азаро (англ. Catherine Asaro; нар. 6 листопада 1955, Окленд, Каліфорнія) — американська письменниця, авторка наукової фантастики.

## Біографія
Кетрін Азаро народилася в Окленді в Каліфорнії, виросла в Ел Серріто, розташованому трохи північніше від Берклі. У Гарвардському університеті вона здобула докторський ступінь з хімічної фізики та ступінь магістра фізики, а в Каліфорнійському університеті Лос-Анжелеса стала бакалавром хімії. Кетрін займалася дослідженнями в Торонтському університеті в Канаді, в Інституті Макса Планка з астрофізики в Німеччині й у Гарвард-Смітсонівському астрофизичному центрі. У своїх дослідженнях вона використовувала квантову теорію для опису поведінки атомів і молекул. До 1990 року Кетрін викладала фізику, пізніше заснувала власну компанію «Molecudyne Research», якою керує до сьогодні. Крім того, Кетрін — колишня балерина, виступала в балеті й мюзиклах, виступала з гастролями на обох узбережжях США й в Огайо. У 1980-их роках вона була одночасно солісткою балету і художнім керівником «Mainly Jazz Dancers» і «Harvard University Ballet». Після того, як вона закінчила навчання, студенти продовжили займатися в «Mainly Jazz» і навіть зробили його офіційним клубом коледжу. Кетрін дотепер викладає балетне мистецтво в «Caryl Maxwell Classical Ballet».
Критики відзначають, що твори Кетрін є успішною сумішшю твердої наукової фантастики, романтичних історій і феєричних космічних пригод. Вона опублікувала дев'ять романів, сім з яких відносяться до її «Саги про Сколіанську Імперію» («Saga of the Skolian Empire»). Перші два романи цього циклу — «Первісна інверсія» («Primary Inversion», 1995; номінувався на «Compton Crook/Stephen Tall Memorial Award»-1996 і «Locus»-1996 (10 місце)) і «Приборкати блискавку» («Catch the Lightning», 1996; нагороджений «Sapphire Award»-1998). Крім них до нього відносяться романи «The Last Hawk» (1997; номінувався на «Nebula»-1999), «The Radiant Seas» (1998; номінувався на «HOMer Award»-2000), «Ascendant Sun» (2000), «The Quantum Rose» (2000; нагороджений «Nebula»-2002; номінувався на «Sapphire Award»-2000 (3 місце)), «Spherical Harmonic» (2001), «The Moon's Shadow» (2003) і «Skyfall» (2003).
«The Radiant Seas» — пряме продовження «Primary Inversion». Дія «Catch the Lightning» розвивається вже після «The Radiant Seas». У «The Last Hawk» події відбуваються одночасно з описаними в «Primary Inversion» і «The Radiant Seas», але на ізольованій планеті далеко від основних подій. Хто цікавиться може глянути на хронологію подій, описаних у романах циклу — «Timeline for the Tales from the Ruby Dynasty».
Кетрін Азаро швидко заслужила репутацію автора дуже яскравих космічних опер. Її романи повні таких типових для космоопер чеснот як супергерої та супергероїні, справжні суперлиходії, екстравагантні технології, міжзоряні імперії та наповнені дією епізоди. Азаро гідно реалізує кожну з цих особливостей. Крім того, для її романів характерна наявність істотних побічних любовних сюжетних ліній (до такої міри, що їй діставалися нагороди в області сентиментальної літератури). Що важливіше для читачів наукової фантастики, описи науки й техніки, при всій їхній екстравагантності, базуються на реальних законах фізики або, принаймні, на вірогідних, хоча й сумнівних гіпотезах; зокрема, її пояснення телепатії та надсвітлових подорожей (представлені в її першому романі «Primary Inversion»). З іншого боку, коли вона пояснює якесь явище, її пояснення звучать досить переконливо.
З інших творів письменниці можна відзначити роман «The Veiled Web» (1999; нагороджений «HOMer Award»-2000; номінувався на «Sapphire Award»-2001 (2 місце)), новели «Aurora in Four Voices» (1998; нагороджена «HOMer Award»-1999, «Sapphire Award»-2000 і «Analog Analytical Laboratory»-1999; номінувався на «Hugo»-1999, «Nebula»-1999 і Locus-1999 (6 місце)) і «A Roll of the Dice» (1999; нагороджене «Analog Analytical Laboratory»-2001 і «HOMer Award»-2001; номінувався на «Hugo»-2001, «Sapphire Award»-2001(2 місце) і «Nebula»-2002), а також оповідання «Ave de Paso» (2001; номінувався на «Sapphire Award»-2002 і «Locus»-2002 (11 місце)) і «Soul of Light» (2001; номінувався на «Spectrum»-2002).
Оповідання Кетрін Азаро публікувалися в журналі «Analog» і в декількох антологіях, а огляди, есе і наукові статті в серйозних академічних журналах (гляньте на список її наукових публікацій). Її стаття, «Complex Speeds and Special Relativity», опублікована в 1996 у квітневому випуску «The American Journal of Physics», згодом знайшла відображення в науковій основі її романів. Кетрін була також нещодавно обрана віцепрезиденткою  організації «Science Fiction and Fantasy Writers of America, Inc» (SFWA).
Нині Кетрін мешкає в Колумбії, Меріленд разом з чоловіком Джоном Кендаллом Каніццо (John Kendall Cannizzo), астрофізиком, що працює в NASA, і донькою, «молодою балетною танцівницею, що любить математику».

### Романи

#### Цикл «Сага про Сколіанську Імперію»
- Первісна інверсія (Primary Inversion, 1995; номінувався на «Compton Crook/Stephen Tall Memorial Award»-1996 і «Locus»-1996 (10 місце)
- Приборкати блискавку (Catch the Lightning, 1996; нагороджений «Sapphire Award»-1998
- (The Last Hawk, 1997) номінувався на «Nebula»-1999
- (The Radiant Seas, 1998) номінувався на «HOMer Award»-2000
- (Ascendant Sun",  2000)
- Квантова троянда (The Quantum Rose, 2000) — нагороджений «Nebula»-2001; номінувався на «Sapphire Award»-2000
- (Spherical Harmonic, 2001)
- Місячна тінь (The Moon's Shadow, 2003)
- Небопад (Skyfall, 2003)
- (Schism, 2004)
- (The Final Key, 2005)

#### Інші
- (The Veiled Web, 1999) нагороджений «HOMer Award»-2000; номінувався на «Sapphire Award»-2001 (2 місце)

### Повісті
- (Aurora in Four Voices, 1998) нагороджена «HOMer Award»-1999, «Sapphire Award»-2000 і «Analog Analytical Laboratory»-1999; номінувалася на «Hugo»-1999, «Nebula»-1999 і Locus-1999 (6 місце)
- (A Roll of the Dice, 1999) нагороджене «Analog Analytical Laboratory»-2001 і «HOMer Award»-2001; номінувалася на «Hugo»-2001, «Sapphire Award»-2001(2 місце) і «Nebula»-2002

### Оповідання
- (Ave de Paso, 2001) номінувалося на «Sapphire Award»-2002 і «Locus»-2002 (11 місце)
- Душа світла (Soul of Light, 2001) номінувалося на «Spectrum»-2002.

## Нагороди
- 2001 — Небюла, Квантова троянда (The Quantum Rose, 2000)